# Gulia Tutberidze-stadion
Gulia Tutberidze-stadion är en stadion i Zugdidi, Georgien. Stadion används mest för fotboll, där klubben Baia Zugdidi spelar sina hemmamatcher på arenan. Stadion har en kapacitet på 5 000 åskådare.